# 牧野車塚古墳
牧野車塚古墳（まきのくるまづかこふん、小倉車塚古墳）は、大阪府枚方市車塚にある古墳。形状は前方後円墳。国の史跡に指定されている。

## 概要
大阪府北部の淀川左岸、穂谷川左岸の交野台地上に築造された大型前方後円墳である。1978年（昭和53年）以降に発掘調査が実施されている。
墳形は前方後円形で、墳丘主軸を東西方向として前方部を東方向に向ける。墳丘は2段築成。墳丘外表では葺石・埴輪が認められている。特に葺石は板石を使った特異なもので、徳島県・兵庫県産の石材が使用される点で注目される。墳丘周囲には周濠が巡らされる。埋葬施設は明らかでなく、副葬品も詳らかでない。
この牧野車塚古墳は、古墳時代前期中葉の4世紀後半頃の築造と推定される。北河内地域では禁野車塚古墳（枚方市宮之阪）とともに淀川流域の交通と関わった有力な大型古墳として知られ、禁野車塚古墳の後続首長墓に位置づけられる。
古墳域は1922年（大正11年）に国の史跡に指定された。現在では史跡公園「車塚公園」として公開されている。

## 遺跡歴
- 1922年（大正11年）3月8日、国の史跡に指定[3]。
- 1978年（昭和53年）、後円部側外堤西側の発掘調査：第1次調査[2]。
- 1980年（昭和55年）2月19日、史跡範囲の追加指定[3]。
- 2004年（平成16年）、前方部・周濠の発掘調査：第2次調査（枚方市教育委員会、2005年に報告書刊行）[2]。
- 2007-2009年度（平成19-21年度）、墳丘測量調査（京都橘大学、2008・2009・2010年に報告書刊行）[4][5][6]。

## 墳丘
墳丘の規模は次の通り。
- 墳丘長：107.5メートル
- 後円部 - 2段築成。
  - 直径：58メートル
- 前方部 - 2段築成。
  - 幅：45メートル

墳丘周囲には幅10メートルの周濠（空堀）が巡らされ、周濠を含めた規模としては北河内地域で最大規模になる。現在は西側から南側に外堤が遺存する（築造当時は全周）。
なお、付近には「赤塚」・「権現塚」・「子供塚」・「ショーガ塚」という地名が残るほか、古墳北側の小倉東遺跡の発掘調査において方墳群が検出されており、一帯は7世紀初頭頃まで墓域であったとされる。

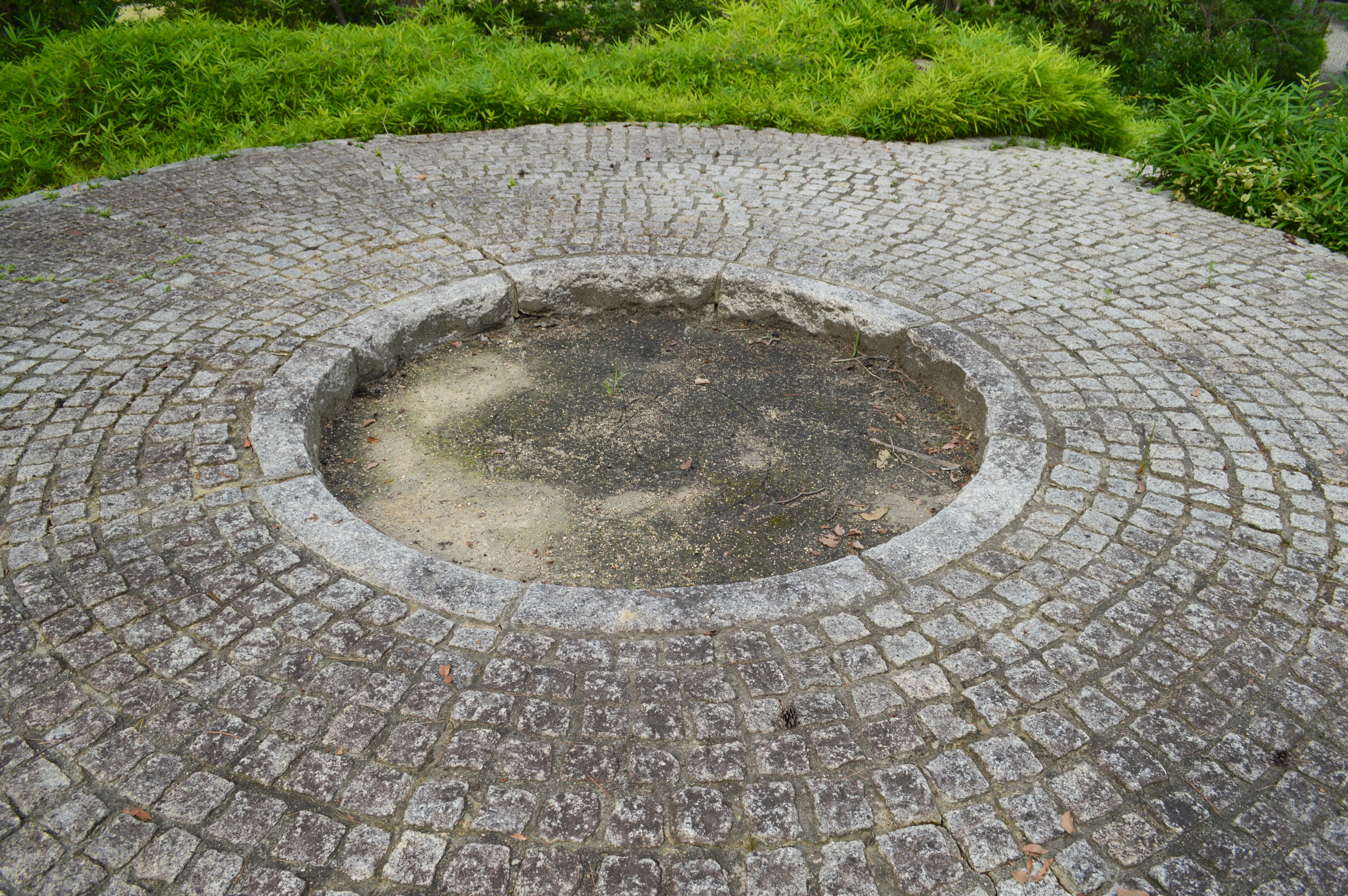
後円部墳頂
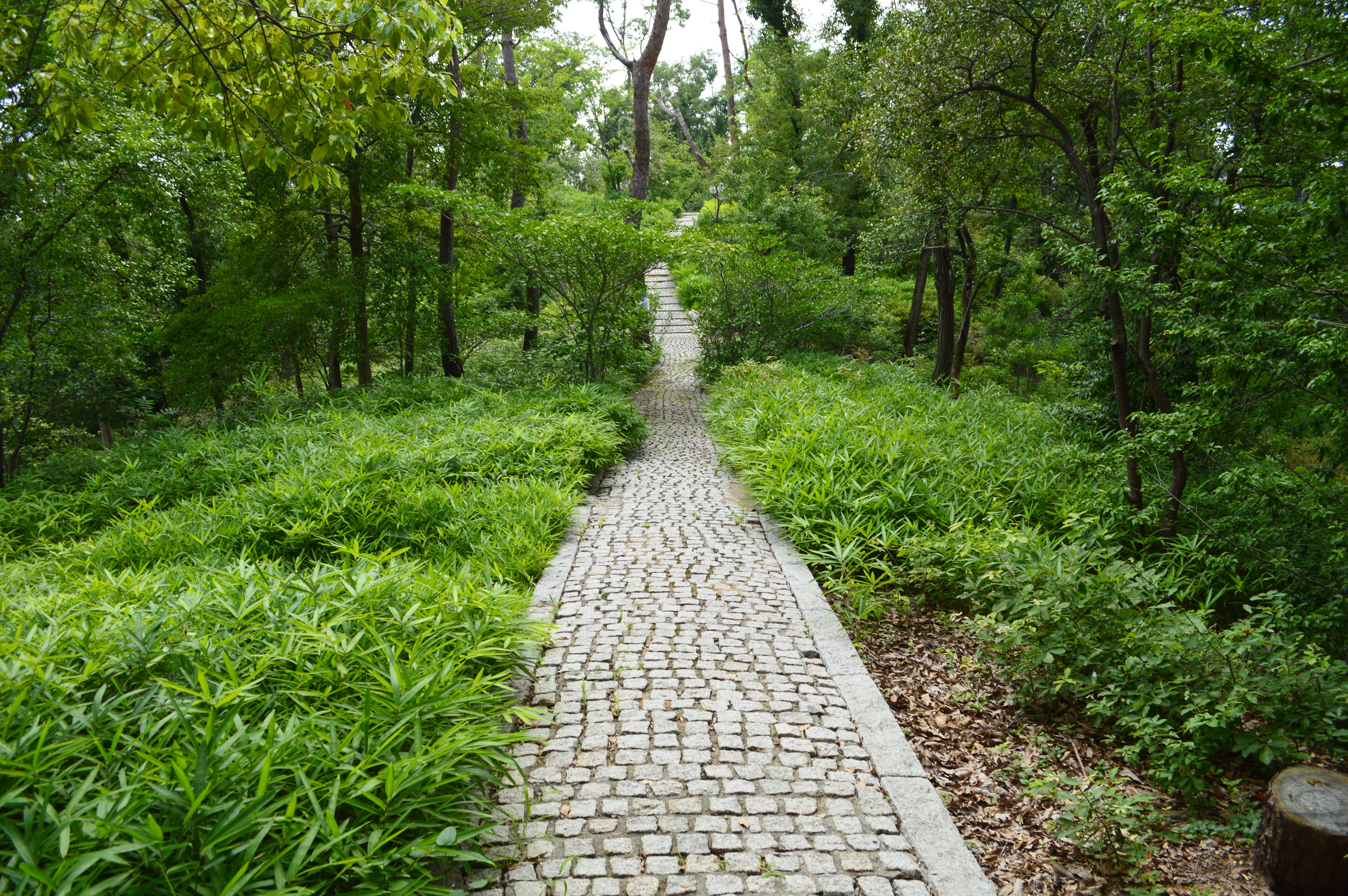
前方部から後円部を望む
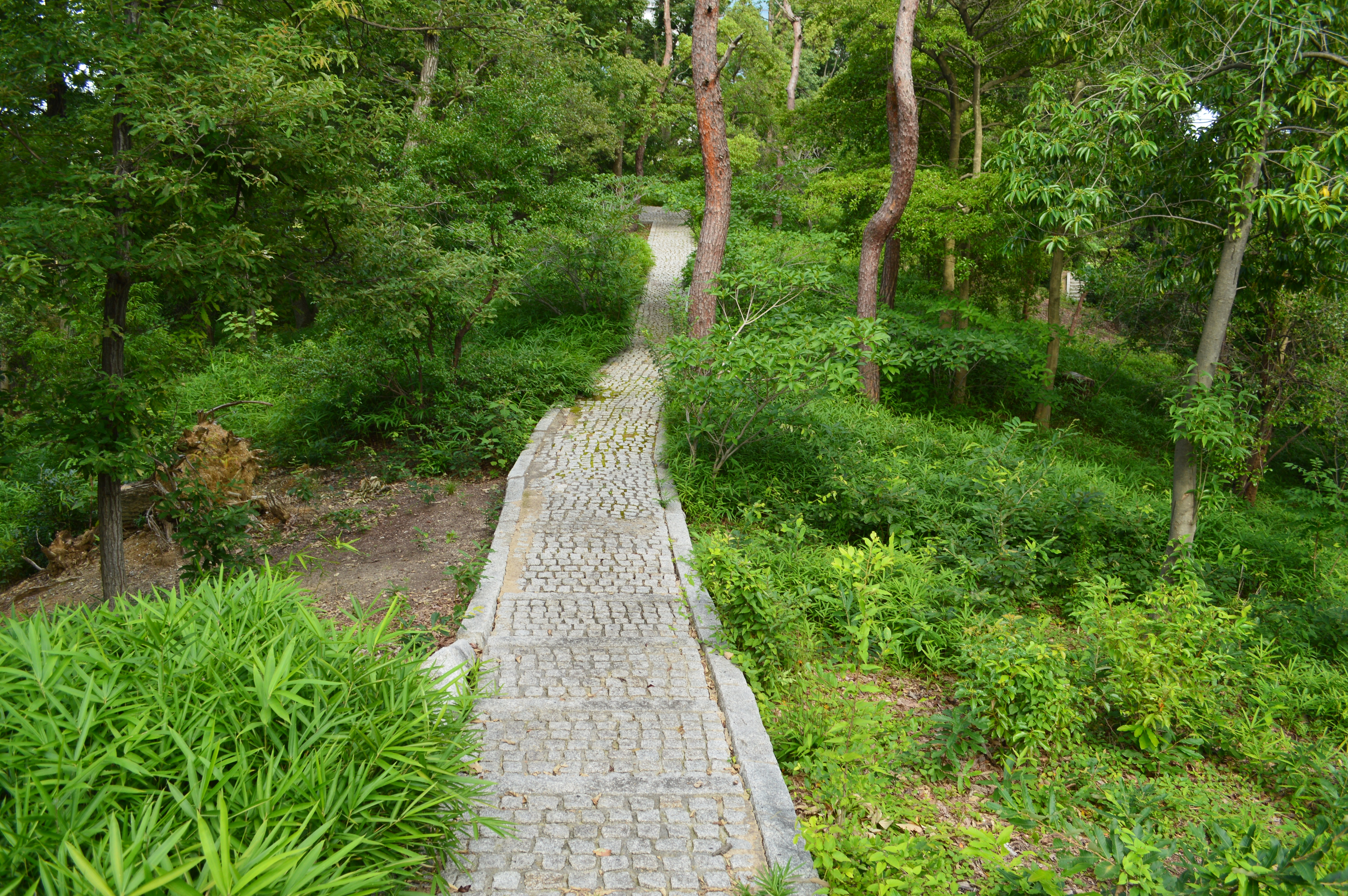
後円部から前方部を望む
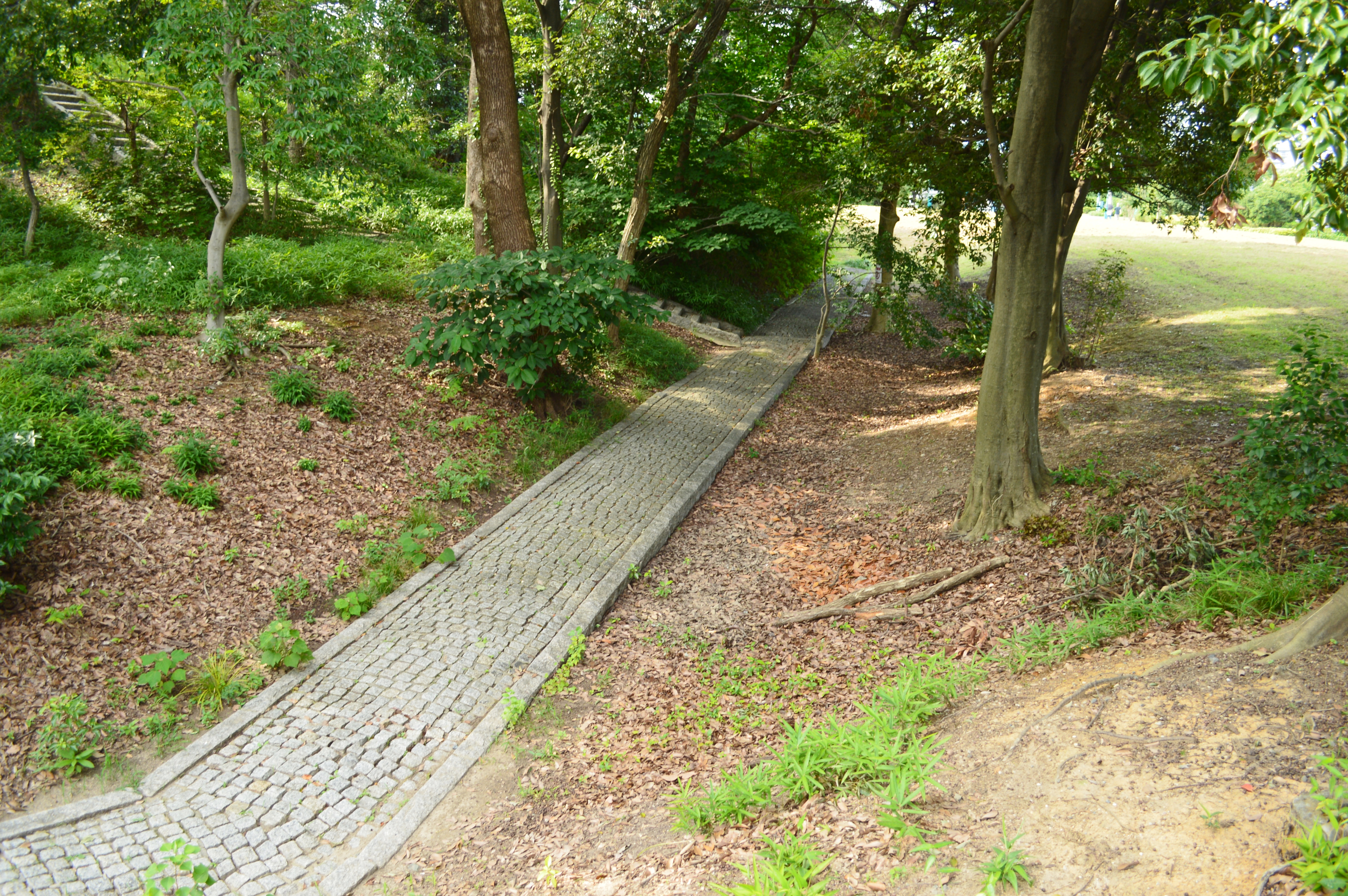
周濠 左に墳丘、右に外堤。

## 文化財

### 国の史跡
- 牧野車塚古墳 - 1922年（大正11年）3月8日指定、1980年（昭和55年）2月19日に史跡範囲の追加指定[3]。

## 関連文献
（記事執筆に使用していない関連文献）
- 『史跡牧野車塚古墳 -第2次調査-（枚方市文化財調査報告第46集）』枚方市教育委員会、2005年。